# Een lege brug
Een lege brug is een roman van Dirk Bracke uit 1997.

## Inhoud
De 15-jarige Siem wordt halsoverkop verliefd op Paulien, een meisje dat elk dag op de spoorwegbrug zit en het landschap natekent. Paulien is autistisch en wordt seksueel misbruikt door een verzorger uit het dagcentrum waar ze naartoe gaat.

## Bewerkingen
Luc Samson schreef een bewerking voor theater in 2003.
Er waren plannen om Een lege brug te verfilmen, maar hierover is sinds 2011 geen nieuws meer vrijgegeven.